# 태풍 에위니아 (2024년)
2024년 제1호 태풍 에위니아 (EWINIAR) 또는 필리핀에서 알려진 이름 태풍 아곤 (Typhoon AHGON)은 2024년 5월 말 발생하여 필리핀과 일본 등에 영향을 끼친 열대성 저기압, 태풍이다. 에위니아는 2024년 태풍 시즌의 첫번째 태풍이었으며, 2024년 태풍 시즌을 시작시킨 장본인이다.
폭우를 머금은 최성기 상태로 필리핀에 상륙하여 사망 사고와 각종 유출 사고, 건물 붕괴, 홍수를 일으켰다.

## 기상학적 역사
2024년 제1호 태풍 에위니아(EWINIAR)는 5월 25일 21시에 중심기압 1002hPa, 최대풍속 18m/s, 강풍 반경 55km의 열대폭풍으로 필리핀 마닐라 남동쪽 약 195km 부근 해상에서 발생하였다.(일본 기상청 사후해석 반영) 발생 이후 북동진하면서 급발달하였고, 5월 27일 9시에 필리핀 마닐라 북동쪽 약 235km 부근 해상에서 중심기압 970hPa, 최대풍속 39m/s의 '강한' 태풍으로 최성기를 맞이하였다. 최성기 이후 계속 북동진하면서 건조 공기와 강한 연직시어로 인해 서서히 약화 및 온대저기압화가 진행되었다. 5월 31일 3시에 일본 도쿄 남남서쪽 약 470km 부근 해상에서 중심기압 998hPa의 온대저기압으로 변질되었다고 발표하였다.(한국 기상청 기준으로는 중심기압 996hPa의 온대저기압으로 변질되었다고 발표하였다.)

## 사후 해석
2024년 8월 30일에 발표된 일본 기상청의 2024년 제1호 태풍 에위니아(EWINIAR)의 사후해석에서 발생 선언 시각이 5월 25일 21시로 앞당겨지고, 5월 27일 9시에 JMA 기준 중심기압 970hPa, 최대풍속 39m/s의 세력으로 최성기 세력이 상향되었다.

## 제명
2025년 2월 19일 10시 ~ 10시 30분(필리핀 현지 시각 기준), 시차 고려하면 한국 시간으로 11시 ~ 11시 30분에 필리핀 마닐라 파사이시에서 진행된 제57차 유엔 아시아 태평양 경제사회이사회 세계기상기구 태풍위원회 정기회의에서 필리핀의 요청에 따라 제명이 이루어지게 되었다.

## 관련 문서
- 2024년 태풍